# Saint-Symphorien-de-Mahun
Saint-Symphorien-de-Mahun é uma comuna francesa na região administrativa de Auvérnia-Ródano-Alpes, no departamento de Ardèche. Estende-se por uma área de 19,32 km². Em 2010 a comuna tinha 124 habitantes (densidade: 6,4 hab./km²).